# Aaron Comrie
Aaron Comrie (* 3. Februar 1997 in Kirkcaldy) ist ein schottischer Fußballspieler, der zuletzt bei Dunfermline Athletic unter Vertrag stand.

## Karriere
Aaron Comrie begann mit dem Fußballspielen beim Woodside Boys Club Glenrothes, bevor er als Neunjähriger in die Jugendakademie von Celtic Glasgow aufgenommen wurde. Nach der U17 musste Comrie den Verein im Jahr 2014 verlassen. Daraufhin ging er zum FC St. Johnstone. Bis zum Jahr 2017 spielte er vorwiegend in der U20-Mannschaft des Vereins, wobei diese Zeit durch zwei Leihstationen unterbrochen wurde. Die erste Leihe führte Comrie zum schottischen Viertligisten FC Montrose, für den er zwischen Dezember 2015 und April 2016 insgesamt 21 Ligaspiele bestritt. Nach seiner Rückkehr nach Perth kam er zu einem Einsatz in der Scottish Premiership gegen Hamilton Academical, als er in der 4. Minute des Spiels für den Verletzten Richard Foster eingewechselt wurde.
Nachdem er bis zum Januar 2017 zu keinem weiteren Einsatz für den Erstligisten gekommen war, wurde Comrie für ein halbes Jahr an den Drittligisten FC Peterhead verliehen. Nach seiner erneuten Rückkehr zu den „Saints“ im Juli 2017 kam er nun vermehrt zum Einsatz. Gleich bei seinem ersten Spiel in der Liga gegen Celtic Glasgow stand er erstmals in der Startelf. Insgesamt wurde er zwölfmal in der Liga von Trainer Tommy Wright eingesetzt. Im folgenden Jahr wurde er nur zweimal eingesetzt, woraufhin Comrie den Verein im Jahr 2019 verließ.
Am 15. Mai 2019 unterschrieb Comrie einen Vertrag beim Zweitligisten Dunfermline Athletic.